# ماجدة (اسم)
ماجدة اسم علم مؤنث عربي، معناه ذات المجد، ذات الحسب، الحسنة الخلق، الكثير من كل شيء، الناقة وقعت في مرعب خصب شبعت.

## شخصيات تحمل الاسم
- ماجدة
- ماجدة الخطيب
- ماجدة زكي
- ماجدة رعد
- ماجدة عصام
- ماجدة عدلي
- ماجدة عاصم
- ماجدة منير
- ماجدة أبو رأس

## الاستخدام
لقبت المرأة العراقية بـ "الماجدة" خلال فترة الحصار الاقتصادي على العراق، لأنها كانت تتدبّر أمور بيتها بمؤونة بسيطة.